# 江連卓
江連 卓（えづれ たかし、1941年6月2日 - 2024年1月22日）は、日本の脚本家。別名義に龍達彦、海野朗、遠野海彦、水沢又三郎などがある。栃木県出身。

## 来歴
早稲田大学文学部演劇科卒業。在学中はシナリオ研究会に所属しており、先輩に阿部征司がいた。
当初は映画監督を志望していたが、当時は映画部門の採用があまりなかった。1964年、大学卒業後に東宝に入社するが、演出部での採用ではなかったため3日ほどで退社し、助監督として契約した。並行して東宝の演劇部に所属し舞台の脚本・演出を手がける。
30歳の時に実験劇場を立ち上げ、芸術座で自作の戯曲を上演するが、内容が難解だとする東宝側との対立や俳優とのトラブルなどにより実験劇場は解散。その後は出社せずにテレビドラマの脚本を執筆するなどしていた。
30代前半で独立して劇団を立ち上げ、フリーの脚本家としても活動する。
大映テレビプロデューサーの春日千春と早大のOB会で再会したのをきっかけに、大映テレビの常連ライターとなる。『噂の刑事トミーとマツ』『不良少女とよばれて』『ヤヌスの鏡』などを執筆、高視聴率を上げた。
2009年頃は戯曲を書いており、「ここ数年はずっとギリシャ悲劇を研究しています。（…）納得いく作品が仕上がって、いずれどこかで上演することができれば」と話していた。
2024年1月22日、感染性心内膜炎のため死去。82歳没。

## 人物・作風
- 民話を題材に難しい漢字や熟語を日常的に使用することや独特な言い回し・演出が特徴的。
- 大人向けドラマと平行して30分の子ども向けドラマも執筆。「世界の児童文学を読みあさって、血沸き肉躍りましたから、自分の子どもの世代にも、そんな思いをさせてあげたいという欲求がすごく強かった。だから、常に子どもを感動させることと、同時に何か大事な “メッセージ” を送るということを考えて」いたという[2]。途中参加して後にメインライターを務めた『仮面ライダー (スカイライダー)』では「改造された人間がすごい力で敵をやっつける」という内容を嫌い、「人間は肉体の鍛錬や思考を限界まで行って敵に打ち勝つ」ということを伝えるため、主人公を過酷な目にあわせる内容を中心とした[5]。江連は「仮面ライダー」とは「悪魔からもらった能力を善のために使うもの」と解釈し、「仮面ライダーへの変身」はどうしようもなくなった時の選択肢の一つと位置づけている[5]。
- 東映の監督・プロデューサーだった小林義明とは『おもいっきり探偵団 覇悪怒組』『仮面ライダーBLACK RX』『大予言 復活の巨神』などの作品で組んだ。「今でもときどき会いますから、本当に長い付き合いです（笑）」と語っている[2]。
- 速筆で『トミーとマツ』と『仮面ライダー (スカイライダー)』を同時進行で執筆していた時期は、1時間の『トミーとマツ』は1日で1本、30分の『仮面ライダー』は「朝1本、昼1本、夜1本ぐらいのペース」で書いた[2]。
- 『仮面ライダースーパー1』のアクションとして「赤心少林拳」があるが、江連が個人的に中国武術の指導者・龍明宏の道場生だったことから生まれた設定である[5]。また視聴率や商品展開のため歴代仮面ライダーを登場させることを要望されていたが、主人公の人間性を描くのには不要だと判断し登場させなかった[5]。
- 大映テレビの春日千春は稲門シナリオ研究会の先輩という関係。その春日と会うたびに「日常が見たければニュースやドキュメンタリーを見ればいい。ドラマは非日常でいいんだ」と話していた[6]。

## 脚本作品

### テレビドラマ
- 『フラワーアクション009ノ1』（1969年、東映・フジテレビ系）
- 『男一人旅』（1974年、NHK）
- 『ザ★ゴリラ7』（1975年、東映・テレビ朝日系）
- 『宇宙鉄人キョーダイン』（1976年、東映・毎日放送）
- 『特捜最前線』（1977年 - 1978年、東映・テレビ朝日）
- 『大鉄人17』（1977年、東映・毎日放送）
- 『宇宙からのメッセージ 銀河大戦』（1978年 - 1979年、東映・テレビ朝日系）
- 『明日の刑事』（1978年 - 1979年、大映テレビ・TBS系）
- スーパー戦隊シリーズ（東映・テレビ朝日系）
  - 『バトルフィーバーJ』（1979年 - 1980年）
  - 『電子戦隊デンジマン』（1980年 - 1981年）
- 『噂の刑事 トミーとマツ』（大映テレビ・TBS系）
  - 第1シリーズ（1979年 - 1981年）
  - 第2シリーズ（1982年）
- 仮面ライダーシリーズ（東映・毎日放送）
  - 『仮面ライダー (スカイライダー)』（1980年）
  - 『仮面ライダースーパー1』（1980年 - 1981年）
  - 『仮面ライダーBLACK RX』（1988年 - 1989年）
- 『ウルトラマン80』（1980年、円谷プロダクション・TBS）
- 『秘密のデカちゃん』（1981年、大映テレビ・TBS系）
- 『だんなさまは18歳』（1982年、大映テレビ・TBS系）
- 『高校聖夫婦』（1983年、大映テレビ・TBS系）
- 『婦警さんは魔女』（1983年、大映テレビ・TBS系）
- 月曜ドラマランド『どっきり双子先生　乙女学園男子部』（1983年、フジテレビ系）
- ザ・サスペンス『松本清張の突風』（1983年、大映テレビ・TBS系）
- 『少女が大人になる時』（1984年、大映テレビ・TBS系）
- 土曜ワイド劇場（テレビ朝日系）
  - 『炎の中の美女 江戸川乱歩の「三角館の恐怖」』（1984年）
  - 『赤いネックレスの女』（1987年）
  - 『八甲田山殺人暮色』（1991年）
- 『不良少女とよばれて』（1984年、大映テレビ・TBS系）
- 『青い瞳の聖ライフ』（1984年 - 1985年、大映テレビ・フジテレビ系）
- 『乳姉妹』（1985年、大映テレビ・TBS系）
- 『スケバン刑事』（1985年、東映・フジテレビ系）
- 横溝正史スペシャル（TBS系）
  - 『霧の山荘』（1985年）
  - 『不死蝶』（1988年）
  - 『薔薇王』（1989年）
  - 『魔女の旋律』（1991年）
  - 『悪魔が来りて笛を吹く』（1992年）
- 『ヤヌスの鏡』（1985年 - 1986年、大映テレビ・フジテレビ系）
- 火曜サスペンス劇場（日本テレビ系）
  - 『穴』（1986年）
  - 『私書箱25号の女』（1996年）
- 西村京太郎サスペンス『アカベ・伝説の島』（1986年、関西テレビ系）
- 『このこ誰の子?』（1986年 - 1987年、大映テレビ・フジテレビ系）
- 『おもいっきり探偵団 覇悪怒組』（1987年、東映・フジテレビ系）
- 水曜ドラマスペシャル『アヒルから白鳥になった女』（1987年、TBS系）
- 『プロゴルファー祈子』（1987年 - 1988年、大映テレビ・フジテレビ系）
- 『青春オーロラ・スピン スワンの涙』（1989年、大映テレビ・フジテレビ系）
- 『明日に向かって走れ!』（1989年、大映テレビ・フジテレビ系）
- ドラマチック22『空港で待つ女』（1990年、大映テレビ・TBS系）
- 『テニス少女夢伝説!愛と響子』（1990年、大映テレビ・フジテレビ系）
- 月曜ドラマスペシャル（TBS系）
  - 『愛の痛み』（1990年）
  - 『女相続人連続殺人事件』（1992年）
  - 『美人秘書の秘密』（1992年）
  - 『恋文』（1992年）
  - 『赤い復讐』（1993年）
  - 『迷路の花嫁』（1993年）
  - 『繭をつくる女』（1994年、大映テレビ）
  - 『悪魔の花嫁』（1995年）
- 『愛・命ある限り』（1991年、フジテレビ系）
- テレビ大阪開局10周年記念作品『古賀政男物語』（1992年、テレビ大阪系）
- 『社長になった若大将』（1992年、TBS系）
- 本当にあった怖い話『幽霊と結婚した男』（1992年、大映テレビ・テレビ朝日系）
- 『夏の嵐!』（1992年、TBS系）
- 『ララバイ刑事'93』（1993年、大映テレビ・テレビ朝日系）
- 『赤い迷宮』（1993年、大映テレビ・TBS系）
- 『カミング・ホーム』（1994年、大映テレビ・TBS系）
- 『いつの日かその胸に』（1994年、大映テレビ・TBS系）
- 『凄絶!嫁姑戦争 羅刹の家』（1998年、CUC・テレビ朝日系）

### 映画
- 『仮面ライダースーパー1』（1981年）

### Vシネマ
- 『大予言/復活の巨神』（1992年）

### 舞台
- 『龍プロダクション公演 犯罪少年病院』※演出も兼任
- 『劇団幻想劇場公演 青年の死にゆく道』※演出も兼任
- 『劇団幻想劇場公演 昭和零年無頼劇 嵐の龍・東京流民』※演出も兼任
- 『浅茅陽子プロデュース公演 赤死仮面』（1983年、演出 - 土筆勉）[7]